# Serlo

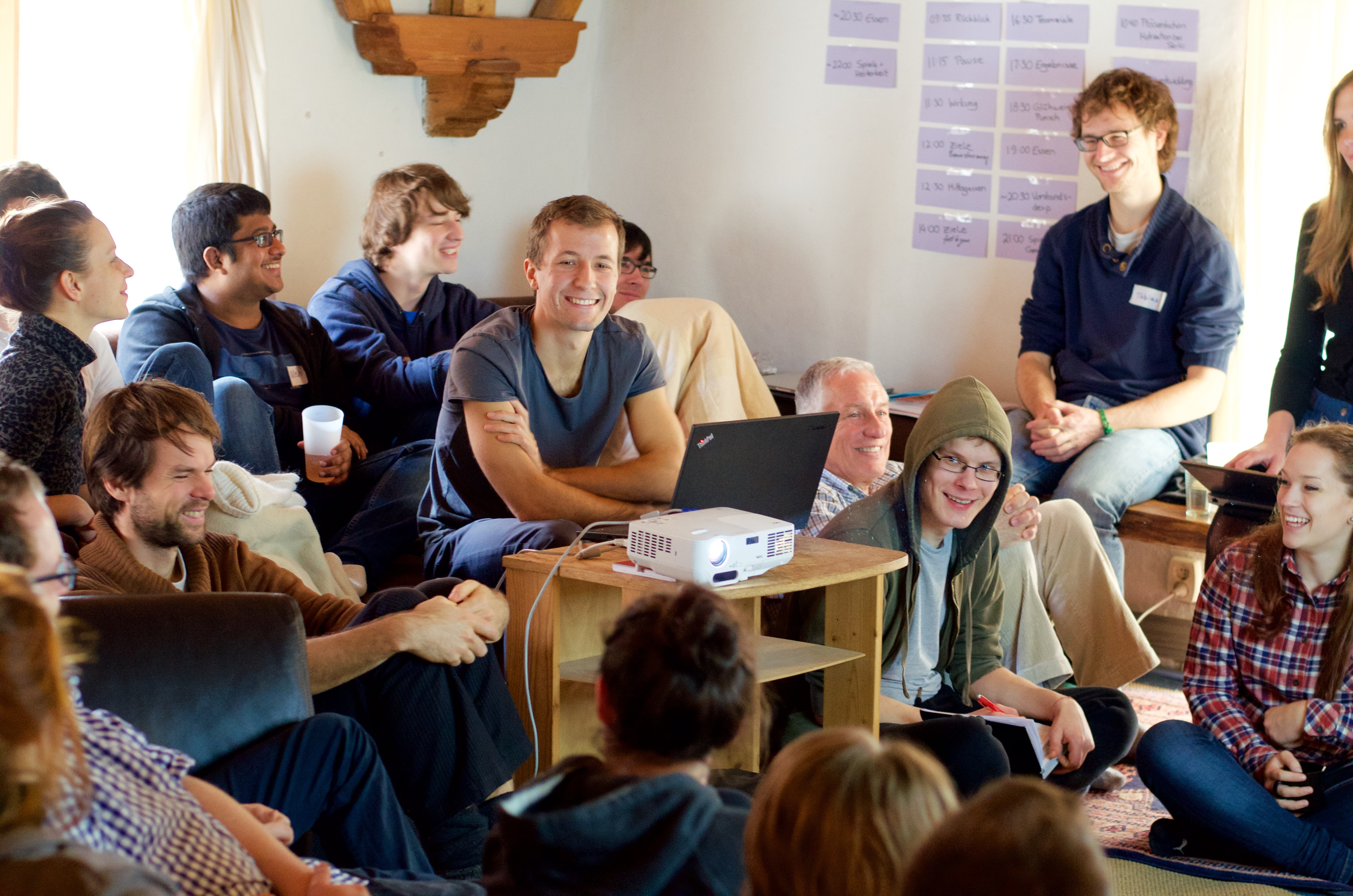
Gruppenfoto während der Klausurtagung von Serlo 2015

Serlo Education ist eine gemeinnützige Bildungsorganisation mit dem Ziel, hochwertige Bildung weltweit frei verfügbar zu machen und eine breite Beteiligung bei der Gestaltung von Bildung zu erreichen. Die Organisation entwickelt serlo.org, eine kostenlose Lernplattform für Schüler. Weitere Projekte adressieren Studenten und Geflüchtete. Ähnlich wie auf der Wikipedia sind alle Angebote von Serlo kostenlos, werbefrei und können von allen mitgestaltet werden. Die Inhalte stehen unter einer freien Lizenz und sind Open Educational Resources.

## Geschichte
Der Name bezieht sich auf eine kleine buddhistische Klosterschule im nepalesischen Himalaya-Gebirge. Im April 2009 wurde sie von dem Projektgründer Simon Köhl als Schüler der 13. Klasse besucht. In dem Kloster mangelte es an guten Unterrichtsmaterialien, so entstanden erste Ideen für eine multilinguale, kostenlose Lernplattform für Schüler. Im Oktober 2009 lernte Simon Köhl Serlo-Mitgründer Aeneas Rekkas kennen, der zu dieser Zeit die 12. Klasse besuchte und bereits als Softwareentwickler arbeitete. Für Simon Köhl und Aeneas Rekkas waren einerseits der Wunsch, mit weltweit frei zugänglicher Bildung zu mehr Gerechtigkeit beizutragen und andererseits eigene negative Schulerfahrungen die Hauptmotivationen für die Gründung von Serlo Education.
Serlo.org ging als Prototyp am 22. Oktober 2010 online und war damals auf das Schulfach Mathematik ausgerichtet. Am 5. April 2014 wurde die zweite Version von serlo.org veröffentlicht, welche Inhalte zu verschiedenen Schulfächern bietet und den Aufbau der redaktionellen Online-Community einleitete.

## Konzept und Inhalt
Serlo.org bietet einfache Erklärungen, interaktive Applets, Kurse, Lernvideos, Übungen und Musterlösungen, mit denen Schüler nach ihrem eigenen Bedarf und in ihrem eigenen Tempo lernen können. Die Plattform bietet ausführliche Inhalte zur Schulmathematik. Darüber hinaus werden die weiteren Fächer Biologie, Nachhaltigkeit, Physik, Chemie und Informatik aufgebaut. Die Inhalte der unterschiedlichen Fächer sind auf Themenübersichten zusammengefasst und können über die Suche oder anhand der staatlichen Lehrpläne gefunden werden. Durch die engmaschige Vernetzung der Lerninhalte soll erreicht werden, dass Schüler ihren individuellen Weg durch die Inhalte finden können. Orientiert am Vorbild der Wikipedia werden die Lernmaterialien von einer Online-Community erstellt, weiterentwickelt und auf ihre Qualität geprüft. Die Lernplattform ist und bleibt für alle Nutzer komplett kostenlos und werbefrei.
Im November 2019 hatten alle Projekte von serlo.org über eine Million eindeutige Besucher im Monat.

## Weitere Serlo Projekte

### Serlo Hochschulmathematik

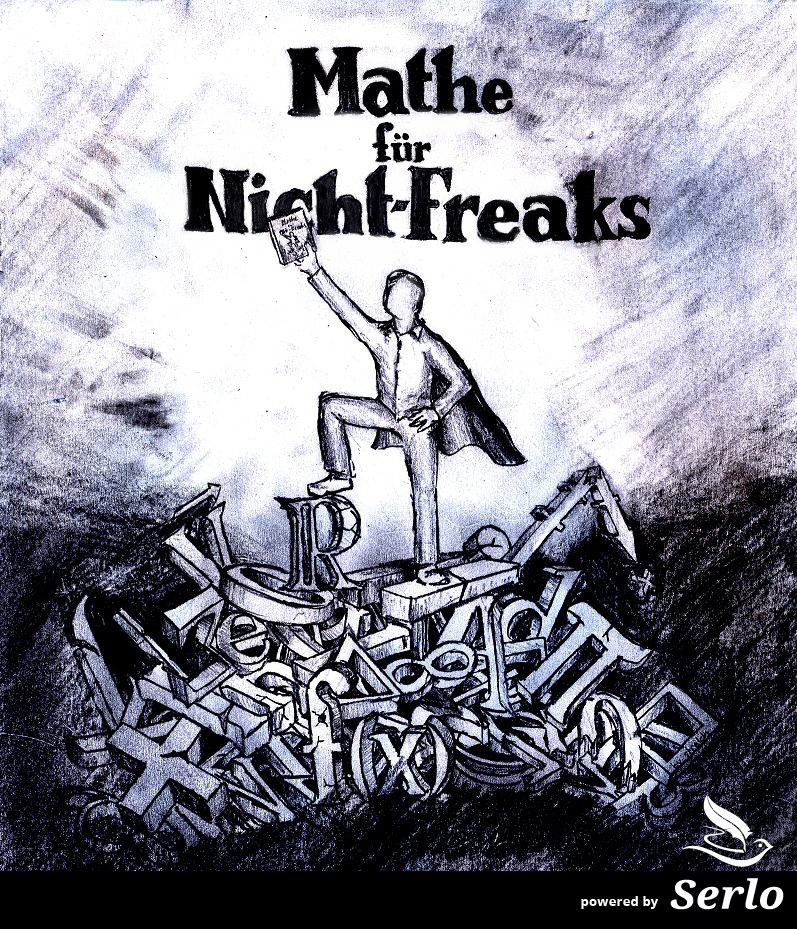
Titelbild von „Mathe für Nicht-Freaks“

Serlo Hochschulmathematik baut auf der Lehrbuchreihe „Mathe für Nicht-Freaks“ auf. Ziel von Serlo Hochschulmathematik ist die kollaborative Erstellung von didaktisch hochwertigen Lehrinhalten für den Hochschulbereich. Außerdem soll die Qualität der Lehre an Hochschulen verbessert werden.
„Mathe für Nicht-Freaks“ ist eine frei zugängliche Lehrbuchreihe der Hochschulmathematik, die den Fokus auf eine sehr verständliche und didaktisch hochwertige Vermittlung von mathematischen Konzepten und Begriffen legt. Es ist ein Wikibooks-Projekt und wurde am 29. September 2009 gegründet. Im Dezember 2015 wurde „Mathe für Nicht-Freaks“ Teil des Serlo Education e.V. und in Serlo Hochschulmathe umbenannt. Das Projekt verzeichnet über 2,2 Millionen Seitenaufrufe im Jahr (Stand Januar 2018) und wurde mehrfach ausgezeichnet.

### Serlo ABC
Serlo ABC ist eine kostenlose Alphabetisierungsapp fürs Smartphone, die eine selbstständige, intuitive und personalisierte Aneignung des lateinischen Alphabetes ermöglicht und gleichzeitig sprachliche Handlungskompetenzen vermittelt. Ziel von Serlo ABC ist es, Geflüchtete, die nicht in der lateinischen Schrift alphabetisiert sind, bei der Integration zu unterstützen.

### Serlo Nachhaltigkeit
Serlo Nachhaltigkeit baut den Fachbereich „Nachhaltigkeit“ auf der Lernplattform serlo.org auf und wirbt für den Einsatz von freien Lizenzen in der ökologischen Bildung. Serlo Nachhaltigkeit orientiert sich inhaltlich an den Prinzipien der Permakultur. Ziel von Serlo Nachhaltigkeit ist es, ökologisches Bewusstsein sowie Wissen und Fähigkeiten rund um eine nachhaltige Lebensführung mithilfe digitaler Technologie in die Breite zu tragen.

### Serlo Lab School
Die Serlo Lab School ist eine Lernbegleitung für Mathematik mithilfe von digitalen Medien. Das Angebot findet aktuell in München statt und richtet sich an Schüler ab der 5. Klasse. Ziel der Serlo Lab School ist die Unterstützung der Entwicklung von serlo.org durch Feedback zu Inhalten und Software, durch Ausbildung der Lernbegleiter zu Autoren für die Lernplattform sowie durch die Erprobung pädagogischer Methoden zum selbständigen Lernen und Lernen durch Lehren mithilfe von serlo.org.

## Wirkung
Serlo möchte die Möglichkeiten der Digitalisierung nutzen, um eine essentielle Voraussetzung für mehr Bildungsgerechtigkeit zu schaffen. Durch den Community-Ansatz soll eine breite Beteiligung bei der Gestaltung von Bildung ermöglicht werden. Die Inhalte von Serlo stehen unter einer CC-BY-SA 4.0 Lizenz.
Die Arbeit von Serlo wird von folgendem Ziel angeleitet:

„Unsere Vision ist freie Bildung, die von einer offenen und unabhängigen Gemeinschaft gestaltet wird. Durch breite Beteiligung entstehen verständliche und fundierte Lernmaterialien, die allen gleichermaßen kostenlos zugänglich sind. Freie Bildung ist somit Bestandteil einer vielfältigen und vernetzten Gesellschaft mit starkem Gemeinsinn und selbstbestimmten Menschen, die Freude am Lernen haben.“

## Auszeichnungen
2019 wurde serlo.org mit dem Förderpreis der SWM Bildungsstiftung, und die Gründer der Organisation mit der Verdienstmedaille der Bundesrepublik Deutschland ausgezeichnet.
2018 wurde Serlo Gründer Simon Köhl als Ashoka-Fellow ausgezeichnet.
2017 wurde serlo.org mit dem Sonderpreis des Pädagogischen Medienpreises ausgezeichnet.
2016 erhielt Serlo den OER-Award der Jury in der Kategorie „Riesiger Impact: Große OER-Projekte“. Außerdem wurde „Mathe für Nicht-Freaks“ als Serlo-Projekt mit dem OER-Award 2016 in der Kategorie „Hochschule“ ausgezeichnet. „Mathe für Nicht-Freaks“ war auch Finalist beim fOERder-Award 2016 und gewann 2015 bei dem Hochschulpreis „Die Hochschule, die Zukunft und Du!“.
2015 wurde Simon Köhl, der Gründer von Serlo, in das Netzwerk „Die Verantwortlichen“ der Robert-Bosch-Stiftung aufgenommen.
2014 erhielt der Serlo-Mitgründer Aeneas Rekkas den LMU Forscherpreis für exzellente Studierende der Ludwig-Maximilians-Universität München.
2013 erhielt Serlo auf der Vision Summit den Bildungspreis der ERGO Stiftung „Jugend & Zukunft“.

### Medienecho
- Claudia van Laak: Unterrichtsmaterialien - Schulbuch ade? In: Forschung aktuell. Deutschlandfunk, 12. September 2014, abgerufen am 12. September 2014 (deutsch).
- Sabine Kamrath: Lernen und Demokratie. Die Stiftung, 17. Juli 2014, abgerufen am 12. September 2014.
- Freie Bildung für alle. In: Süddeutsche Zeitung. Abgerufen am 1. Juli 2016.
- Mehr Bildungsgerechtigkeit durch freie Bildungsmaterialien. Die Lernplattform Serlo legt in ihrem ersten Wirkungsbericht beeindruckenden Zahlen vor. In: blog.aus-und-weiterbildung.eu. Bertelsmann Stiftung, archiviert vom Original am 1. April 2016; abgerufen am 1. Juli 2016.
- Radiobeitrag bei Bayern 3. Bayern 3, abgerufen am 1. Juli 2016.
- Radiobeitrag beim Norddeutschen Rundfunk. Norddeutscher Rundfunk, abgerufen am 1. Juli 2016.
- Kostenlos Dreisatz üben. Berliner Zeitung, abgerufen am 1. Juli 2016.